# Hal Anger
Hal Oscar Anger (* 20. Mai 1920 in Denver, Colorado, USA; † 31. Oktober 2005 in Berkeley, Kalifornien) war Elektroingenieur und Biophysiker am Donner Laboratory an der University of California, Berkeley. Im Jahre 1957 erfand er die Gammakamera, die nach ihm auch Anger-Kamera genannt wird.

## Leben und Werk
Anger studierte an der University of California, Berkeley (UCB). Nach dem Abschluss (Bachelor of Science, 1943) arbeitete er bis Kriegsende in der Radarforschung am Radio Research Laboratory der Harvard University. Im Jahr 1946 bewarb er sich am Lawrence Radiation Laboratory der UCB und blieb dort am Donner Laboratory, an dem die Verwendung von Strahlung in der Medizin erforscht wurde, bis er 1982 in den Ruhestand ging.
Anger ist vor allem bekannt für die von ihm entwickelten Instrumente für die Nuklearmedizin. Zunächst befasste er sich mit der Verwendung der Zyklotrons in der Strahlentherapie. Im Jahr 1950 entwickelte er den well counter, ein Gerät zur Messung kleiner Mengen radioaktiver Substanzen, dessen grundlegendes Design noch heute der Standard ist.
Ab 1951 forschte er an der Bildgebung durch Gammastrahlung. 1952 hatte er einen ersten Prototypen einer Lochkamera für Gammastrahlung hergestellt, die einen durch Thallium aktivierten Natriumiodid-Kristall und eine Photoplatte als Detektor verwendete. Bis 1956 entwickelte er die Kamera weiter zu dem noch heute verwendeten Szintillationskamera, die mehrere Photomultiplierröhren verwendet, die das von der Gammastrahlung im Kristall erzeugte Szintillationslicht detektieren. Ein entscheidender Fortschritt war die von Anger entwickelte Methode, die es erlaubt, aus den Signalen der verschiedenen Röhren die Position jedes Gammaquants im Kristall berechnen (Anger logic). Eine Zusammenfassung seiner Arbeiten hierzu erschien 1958. Der wesentliche, durch die auch noch heute verwendete Anger-Kamera bewirkte Fortschritt ist, dass sie die Abbildung menschlicher Organe in vivo ermöglicht. Nach Einschätzung von Henry N. Wagner habe „niemand einen wichtigeren Beitrag zum Feld der Nuklearmedizin geleistet“ als Anger, dessen Kamera für zu Diagnose und Behandlung von Millionen von Patienten geführt habe.
Zu seinen weiteren Entwicklungen gehören ein Ganzkörperscanner (1953), eine Positronenkamera (1962), mit der sich der Blutfluss im Körper abbilden lässt und 1966 der ersten Multiplan-Tomographen, eine Kamera, die mehrere Ebenen im Körper gleichzeitig abbildet.
Insgesamt hielt Anger 15 Patente, viele von diesen für seine Arbeit am Lawrence Berkeley National Laboratory.
Im Jahr 2006 erhielt die Education and Research Foundation der Society of Nuclear Medicine (heute: SNMMI) aus dem Nachlass von Anger über 6 Millionen US-Dollar (nach heutigem Wert etwa 9.000.000 USD). Seit 2006 wird alle zwei Jahre der ihm zu Ehren benannte Hal Anger Lectureship Award der SNMMI verliehen.

## Ehrungen (Auswahl)
- 1964 John Scott Award für die Entwicklung der Positronenkamera
- 1966 Guggenheim Fellowship
- 1971 Preis der Gesellschaft für Medizin
- 1972 Ehrendoktor der Ohio State University
- 1975 Modern Medicine Award for Distinguished Achievement
- 1984 Centennial Year Medal, Institute of Electrical and Electronics Engineers (IEEE)
- 1988 Medaille der Société française de biophysique
- 1991 Georg de Hevesy Memorial Medal
- 1994 Cassen Prize der Education and Research Foundation for the Society of Nuclear Medicine (Erstverleihung)[7][8]

(Ehrungen nach)

## Schriften (Auswahl)
- The scintillation camera: a new instrument for mapping the distribution of radioactive isotopes. University of California Radiation Laboratory, Berkeley, 1957.
- mit Alexander Gottschalk: Detection of brain tumors with the positron scintillation camera. 1963.
- Tomographic gamma ray apparatus and method. 1976.
- Multi-angle nuclear imaging apparatus and method. 1980.